# Koper (element)
Koper is een chemisch element met symbool Cu en atoomnummer 29. Het is een rood/geel overgangsmetaal dat in ongelegeerde vorm ook als roodkoper bekendstaat.
Omdat koper buigzaam en eenvoudig te vervormen is, en bovendien een goede geleider van elektriciteit en van warmte, wordt het op grote schaal in de industrie gebruikt. Legeringen met koper, zoals messing en brons, worden in de industrie veel gebruikt.
Zuiver koper wordt verkregen via elektrolyse, waarbij een anode van 'ruw koper' in oplossing gaat, en zuiver koper op de kathode neerslaat.

## Ontdekking
Opgravingen in het noorden van het huidige Irak, laten zien dat koper al rond 8700 v.Chr. werd gebruikt. Andere opgravingen wijzen uit dat men in 5000 v.Chr. al koper smolt en uit koperhoudende mineralen isoleerde, zoals malachiet en azuriet.
Van de Sumeriërs en Egyptenaren is bekend dat zij rond 3000 v.Chr. koper smolten en gebruikten om brons te maken. Het gebruik van koper was in China bekend en er zijn hoogwaardige bronzen voorwerpen uit 1200 v.Chr. gevonden. De mummie Ötzi, die in 1991 in de Alpen tussen Oostenrijk en Italië werd gevonden en vermoedelijk omstreeks 3300 v.Chr. is gestorven, droeg gereedschap dat uit 99,7% zuiver koper bestond.
In de mythologie en alchemie werd koper vaak geassocieerd met de godheid Aphrodite vanwege de mooie glans. Om die reden werd koper vroeger onder andere gebruikt voor spiegels. De naam koper komt van het Latijnse woord cuprum. Dit woord is afgeleid van aes cyprium, wat erts van Cyprus betekent. Er werd op Cyprus in de klassieke oudheid koper gewonnen.

## Eigenschappen
Koper neemt in ionaire vorm vrijwel altijd een oxidatietoestand van 2+ aan, met chemische notatie Cu2+. Koperionen hebben in een waterige oplossing een karakteristieke blauwe kleur. Koper wordt ook wel gezien als het eerste zware metaal in het periodiek systeem.
Onder invloed van de atmosfeer krijgt koper een groenige oxidatielaag. Het element komt in gedegen vorm in de natuur voor, hoewel het meer in gebonden toestand als sulfide of als oxide aangetroffen wordt. Koperhoudende mineralen zijn onder andere covellien en malachiet. Koper is, op het veel duurdere zilver na, de beste geleider van elektriciteit. Om die reden wordt het veel gebruikt in elektronische componenten.
Koper vormt meestal een Cu2+-ion, soms een Cu+-ion. Koper vormt, als (bijna) edel metaal, moeilijk ionen; er is daarom een sterke oxidator nodig om elementair koper in op te lossen. Meestal wordt salpeterzuur of zwavelzuur gebruikt, soms ook zwakkere zuren als azijnzuuroplossing, maar deze reactie zal traag verlopen. Wel kan om de reactie wat te versnellen een zwakke oxidator als waterstofperoxide aan het zuur worden toegevoegd. Ook zwavel of jood kunnen dienen als oxidator, maar voor hun reactie met koper is wel een temperatuur ter hoogte van ongeveer de ontbrandingstemperatuur van koper nodig.
De elektronenconfiguratie van het element koper is [Ar]3d104s1. De oude naamgeving onderscheidde  Cu+ en Cu2+ via de cupro- en cupri- aanduiding, tegenwoordig schrijft men koper(I) of koper(II). Bijvoorbeeld:
- koper(I)chloride = kopermonochloride = CuCl
- koper(II)chloride = koperdichloride = CuCl2

Er bevinden zich onder de koperoxiden, of cupraten, de recordhouders wat betreft (relatief) 'hoge' kritische temperaturen voor supergeleiding. Voor sommige van deze verbindingen ligt deze temperatuur in de schaal tussen 100 en 150K. Deze verbindingen werden in de jaren 1980 ontdekt, het eerste voorbeeld was yttrium-barium-koperoxide.
Koper wordt in de metallurgie gebruikt voor de bereiding van legeringen met koolstof, aluminium, silicium, fosfor, mangaan, ijzer, nikkel, zink, tin, antimoon en goud.
Het metaal in poedervorm is brandbaar.

## Voorkomen in de biologie
Vrijwel alle koperverbindingen moeten als giftig worden beschouwd. Toch is koper van levensbelang voor dieren en hogere planten. Koper dient als cofactor van veel enzymen waaronder superoxidedismutase, cytochroom-c-oxidase, katalase, lysyl-oxidase, tyrosinase, vitamine C-oxidase, en dopamine-bètahydroxylase. Een teveel aan koper in het lichaam komt voor bij de ziekte van Wilson. Transport van de koperionen in bloed vindt plaats door binding aan ceruloplasmine.
Voedingsmiddelen die rijk zijn aan koper zijn onder andere oesters, sojalecithine, noten en lever.
In het (blauwe) bloed van veel ongewervelde dieren komt het koperhoudende hemocyanine voor.
Koper beschikt over antibacteriële eigenschappen. Het gebruik van koper in sanitaire installaties en leidingen remt de bacteriegroei, waardoor onder meer legionella minder gemakkelijk voorkomt.

## Productie en handel

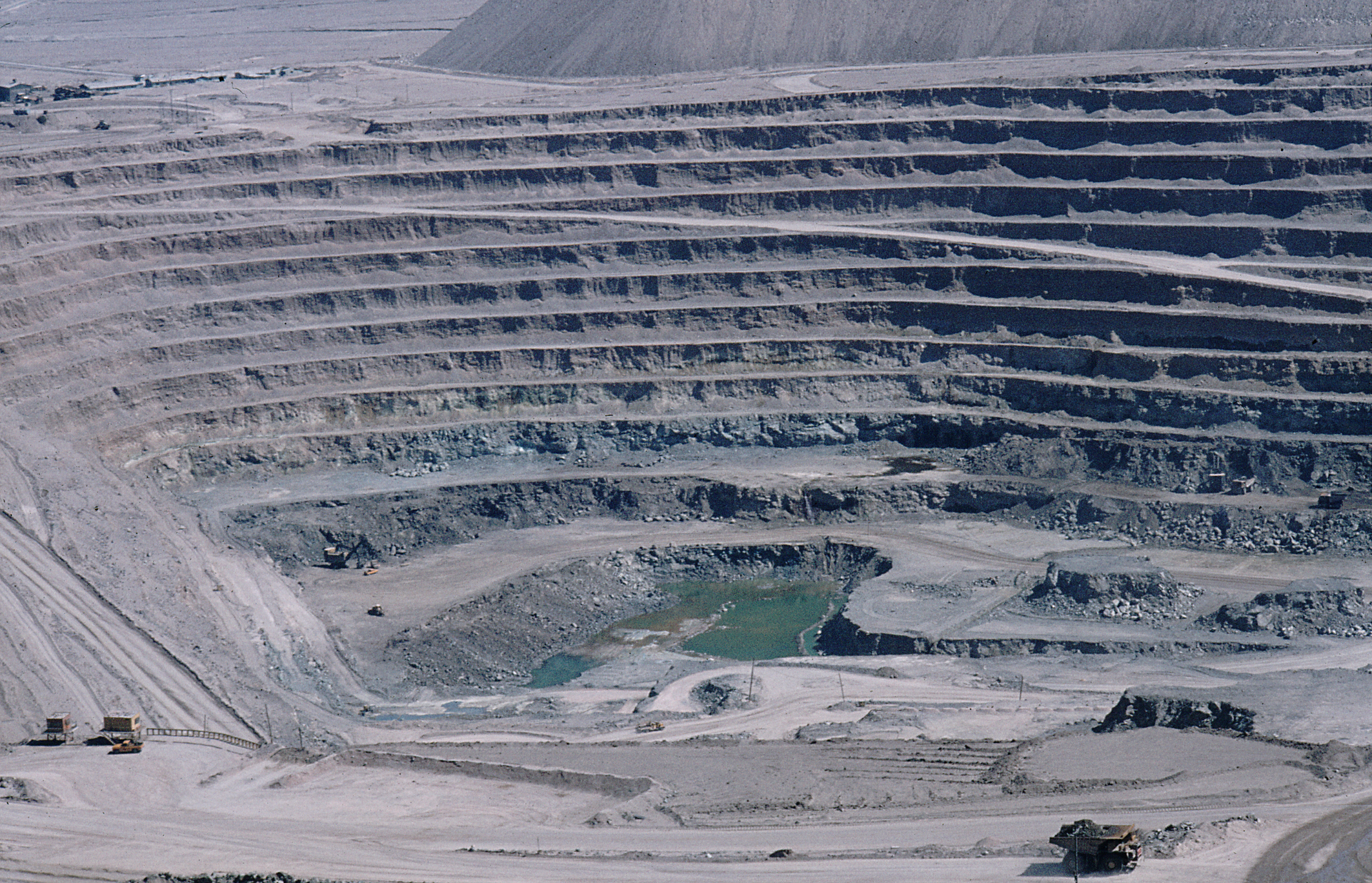
Kopermijn Chuquicamata

De belangrijkste bronnen van koper zijn de mineralen chalcopyriet, chalcociet, covellien, azuriet, malachiet en borniet. Deze worden in ruime mate in de aardkorst aangetroffen. Belangrijke vindplaatsen van kopererts waren in 2014 Chili, China, Peru en de Verenigde Staten. Ongeveer een-derde van alle kopererts wordt in Chili gedolven. Codelco uit Chili is de grootste producent van koper in de wereld, en de kopermijn Chuquicamata van Codelco is de grootste kopermijn in dagbouw. De belangrijkste afnemers van koper zijn China, Duitsland en de Verenigde Staten.
| Topproducenten van koper 2019 | Topproducenten van koper 2019 |
| Land                          | Productie (×miljoenen ton)    |
| ----------------------------- | ----------------------------- |
| Chili                         | 5,79                          |
| Peru                          | 2,46                          |
| China                         | 1,68                          |
| Congo-Kinshasa                | 1,29                          |
| Verenigde Staten              | 1,26                          |
| Australië                     | 0,93                          |
| Rusland                       | 0,80                          |
| Zambia                        | 0,79                          |
| Mexico                        | 0,71                          |
| Canada                        | 0,57                          |
| Kazachstan                    | 0,56                          |
| Polen                         | 0,39                          |
| Brazilië                      | 0,36                          |

Koper wordt op diverse internationale beurzen verhandeld, zoals in Londen, New York en Shanghai. Dit gebeurt in Londen dit op de London Metal Exchange. Dagelijks komen vraag en aanbod bij elkaar en komt een prijs tot stand. De prijs wordt veelal uitgedrukt in Amerikaanse dollar per pond of per ton. In de onderstaande tabel staat de prijsontwikkeling van koper vanaf 2010.
| 2010 | 2011 | 2012 | 2013 | 2014 | 2015 | 2016 | 2017 | 2018 | 2019 | 2020 | 2021 | 2022 | 2023 | 2024 |
| ---- | ---- | ---- | ---- | ---- | ---- | ---- | ---- | ---- | ---- | ---- | ---- | ---- | ---- | ---- |
| 7539 | 8871 | 8015 | 7322 | 6862 | 5494 | 4863 | 6166 | 6523 | 6000 | 6621 | 9322 | 8797 | 8200 | 8500 |

De bedragen zijn benaderingen. Bij een relatief hoge prijs van koper wordt er veel koper gestolen.

## Isotopen
| Stabielste isotopen | Stabielste isotopen | Stabielste isotopen      | Stabielste isotopen      | Stabielste isotopen      | Stabielste isotopen      |
| Iso                 | RA (%)              | Halveringstijd           | VV                       | VE (MeV)                 | VP                       |
| ------------------- | ------------------- | ------------------------ | ------------------------ | ------------------------ | ------------------------ |
| 63Cu                | 69,17               | stabiel met 34 neutronen | stabiel met 34 neutronen | stabiel met 34 neutronen | stabiel met 34 neutronen |
| 64Cu                | syn                 | 12,7 h                   | β+ β−                    | 1,675 0,597              | 64Ni 64Zn                |
| 65Cu                | 30,83               | stabiel met 36 neutronen | stabiel met 36 neutronen | stabiel met 36 neutronen | stabiel met 36 neutronen |
| 67Cu                | syn                 | 61,83 h                  | β−                       | 3,558                    | 67Zn                     |

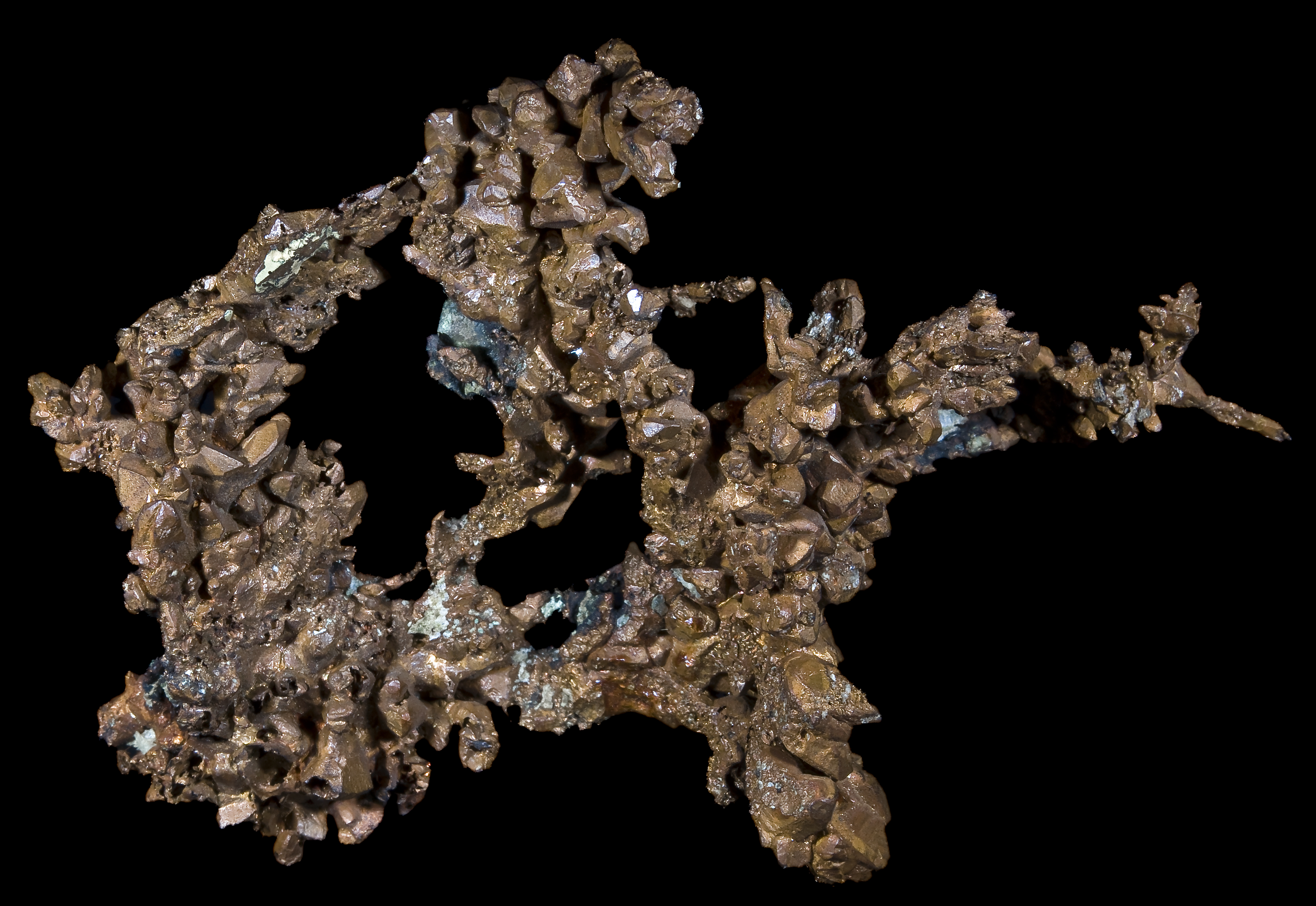
Koperkristallen uit Michigan, VS

Naast de twee stabiele isotopen 63Cu en 65Cu is er een groot aantal radioactieve isotopen bekend. De langstlevende daarvan is 67Cu met een halveringstijd van ruim 61 uur. De overige isotopen hebben halveringstijden in de orden van enkele minuten of minder.

## Toepassingen
- koperdraad en het gebruik daarvan in spoelen voor elektromotoren, generatoren en elektromagneten
- muntgeld
- kunstwerken en standbeelden (meestal van brons): het Vrijheidsbeeld bijvoorbeeld bevat negentigduizend kilogram koper
- magnetrons in magnetronovens
- elektrische circuits
- muziekinstrumenten
- geveldelen van gebouwen (waaronder dakbedekking)
- koelers (heat pipes) voor videokaarten, processors en andere halfgeleidercomponenten
- waterleidingen
- (oude) brouwketels in bierbrouwerijen

## Overige
Koper wordt in de taal ook als aanduiding gebruikt voor waardevol en duurzaam, zoals:
- een koperen bruiloft staat voor een 12,5-jarige trouwdag
- koperen jubileum

## Websites
- koper - International Chemical Safety Card
- Lenntech.nl - koper
- (en) EnvironmentalChemistry.com - koper
- (en) WebElements.com - koper
- (en)  Copper Development Association

Koper ·
Zilver ·
Goud ·
Röntgenium